# Mercè Claramunt Bielsa
Mercè Claramunt Bielsa (Barcelona, 26 de setembre de 1955) és una advocada i mediadora catalana, diputada de la junta de govern del Col·legi de l'Advocacia de Barcelona.
Afiliada al PSUC des del 1976, sindicalista i delegada de CCOO, va ser secretària del Comitè d'Empresa de la Societat Municipal de Transports Municipals de Barcelona, des del 1977 fins al 1986.
Ha estat vicepresidenta i membre del Consell Nacional d'ICV, coordinadora de l'àmbit de justícia d'aquesta formació política i presidenta de Dones amb Iniciativa del 2007 al 2011. Des de l'any 2006 fins al 2011 va ser directora general de Jocs i Espectacles de Catalunya. Del 2006 al 2010 va exercir la Direcció General de l'empresa Loteria de Catalunya, empresa pública de jocs d'atzar.
Llicenciada en Dret per la Universitat de Barcelona l'any 1995, es va especialitzar en temes civils, família, penal, violència domèstica i jurisdicció de menors. La seva activitat cívica sempre ha estat lligada a les associacions professionals del seu àmbit: ha estat presidenta de Dones Juristes, entitat de la qual encara en forma part, és diputada de l'Il·lustre col·legi d'advocats de Barcelona (ICAB), forma part de l'Associació Catalana de Juristes Demòcrates, és membre de la Societat Catalana d'Advocats de Família (SCAF) i de l'Associació Espanyola d'Advocats de Família. I va ser Impulsora del I Congrés de Mediació de l’Advocacia.
Col·labora habitualment en mitjans de comunicació com a experta en qüestions relacionades amb el dret i, especialment, amb la resolució alternativa de conflictes.